# Bajau
Folket Bajau eller Bajaw (også skrevet Bajao, Badjau, Badjo, Badjaw, Badjao) er et folk i det Malaysiske øhav. På grund af deres levevis i både regnes de blandt hav-nomaderne.
Over tid har en stor del af dem opgivet livet til havs, og lever nu delvist eller fuldstændigt på landjorden. De er kendetegnet ved deres brug af små sejlskibe af typerne lepa (en husbåd), perahu og vinta.